# Assestamento forestale
L'assestamento forestale (detto brevemente assestamento) è la scienza che studia le tecniche di gestione razionale dei boschi.
Nella concezione classica l'assestamento forestale mira ad una strutturazione del bosco che sia funzionale all'utilizzazione economica del soprassuolo forestale. In particolare gli obiettivi fondamentali dell'assestamento sono quelli di ottenere un prodotto legnoso annuo, massimo e costante.

## Procedimento
A differenza delle classiche colture agrarie, che per le caratteristiche biologiche delle specie impiegate danno luogo naturalmente ad una produzione annua, nel caso delle specie forestali il "prodotto legno" è ricavabile solo al termine di un ciclo di sviluppo pluriennale che, a seconda della specie impiegata e degli assortimenti che si vogliono ottenere, può variare dalle decine alle centinaia di anni. Il periodo che intercorre tra la nascita delle piante e la sua utilizzazione va sotto il nome di turno.
Per ottenere un prodotto annuo (fine principe dell'assestamento) bisognerà perciò suddividere il bosco in appezzamenti omogenei per produzione detti particella assestamentale, in modo che ogni anno ci sia una particella matura per il taglio. Esemplificando, ipotizziamo un bosco di 400 ettari formato solo da alberi di abete rosso. Nell'ipotesi di tagliare gli alberi quando essi abbiano raggiunto l'età di 100 anni, il bosco andrà diviso in 100 lotti uguali di 4 ettari, chiamati particelle, ognuno dei quali è costituito da alberi coetanei e ogni anno una particella potrà essere sottoposta a taglio, chiamato utilizzazione finale. Nel bosco le 100 particelle di 4 ettari saranno disposte a scacchiera e avranno età scalare da 1 a 100 anni. Pur tagliando completamente una particella ogni anno, nel tempo la situazione rimane inalterata. L'esempio fatto è un esempio molto semplice, più teorico che reale, di assestamento: il metodo descritto si chiama "planimetrico spartitivo". Nella realtà si procede con tagli su minori superfici, in boschi misti, e si tiene conto del volume dei tronchi presenti e della velocità di crescita degli alberi, tramite modelli articolati.
Il risultato del processo assestamentale è il piano di assestamento, un documento che contiene un'analisi della situazione della foresta ed un'indicazione degli interventi futuri. In genere si tratta di un documento con valore normativo, che deve essere approvato da un organo della pubblica amministrazione (vista la varietà di funzioni svolte da bosco di interesse pubblico) e di validità limitata (es. 10 o 20 anni). Alla fine del periodo di validità si può procedere ad una revisione del piano di assestamento per analizzare l'evoluzione della foresta, l'attuazione degli interventi previsti e la pianificazione degli stessi per un successivo periodo di validità.
Le fasi della realizzazione di un piano di assestamento sono:
- Costituzione del particellare (insieme delle particella assestamentale) ;
- Individuazione delle Identità colturale;
- Classificazione colturale;
- Inventariazione;
- Edizione del piano;

## Storia
L'assestamento forestale nasce a cavallo dei secoli XVIII e XIX per opera di alcuni studiosi, in particolare per il tedesco Georg Ludwig Hartig.